# 게이브리얼 막트
게이브리얼 막트(Gabriel Macht, 1972년 2월 22일 ~ )는 미국의 배우이다.

## 출연 작품
- 브레이킹 (2013)
- S.W.A.T.: 파이어 파이트 (2011)
- 어 백 오브 해머스 (2010)
- 러브 & 드럭스 (2010)
- 미들 맨 (2009)
- 화이트아웃 (2009)
- 스피릿 (2008)
- 철없는 그녀의 아찔한 연애코치 (2007)
- 굿 셰퍼드 (2006)
- 스파이 엔젤 (2005)
- 러브 송 포 바비 롱 (2004)
- 그랜드 세이트 패슨스 (2003)
- 리크루트 (2003)
- 배드 컴퍼니 (2002)
- 파이브 건스 (2001)
- 에너미 라인스 (2001)
- 101 웨이즈 (2000)
- 러브 이즈 매직 (1999)
- 세바스찬 콜의 모험 (1998)
- 서부 대탈출 (1995)

### 텔레비전
- Up Close with Carrie Keagan (2009-10) - 본인
- 슈츠: 두 변호사 (2011-19)